# Bujaleuf
Bujaleuf é uma comuna francesa na região administrativa da Nova Aquitânia, no departamento de Alto Vienne. Estende-se por uma área de 41,17 km². Em 2010 a comuna tinha 830 habitantes (densidade: 20,2 hab./km²).